# Giao thông Thái Lan

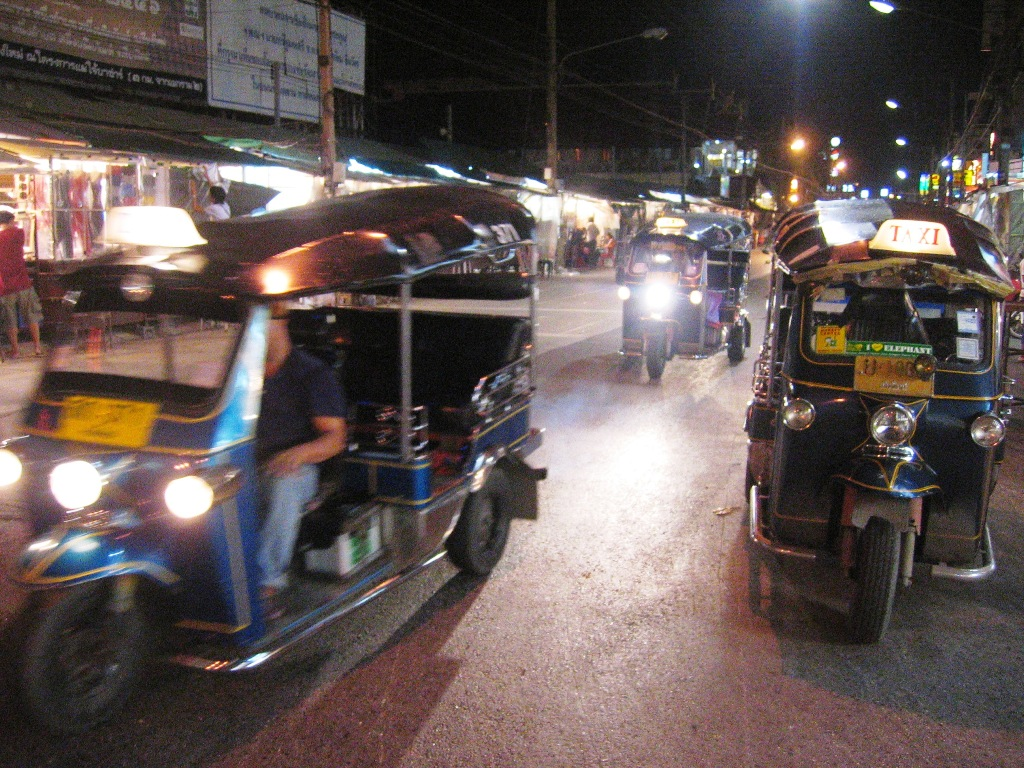
Tuk-tuk là một phương thức vận tải công cộng tại Bangkok và các thành phố khác ở Thái Lan.

Giao thông tại Thái Lan khá đa dạng và hỗn loạn, không có một phương tiện vận tải nào chiếm ưu thế. Vận tải xe buýt chiếm ưu thế ở khoảng cách xa và ở Bangkok, còn xe máy thống trị ở các khu vực nông thôn cho các chuyến đi ngắn, thay cho xe đạp. Giao thông vận tải đường bộ là hình thức chính của vận tải hàng hóa tại quốc gia này. Tàu chậm từ lâu đã là một cơ chế vận chuyển đường dài ở nông thôn, mặc dù các kế hoạch đang được tiến hành để mở rộng dịch vụ với tuyến đường sắt tốc độ cao mở rộng đến một số khu vực chính của Thái Lan.
Vận chuyển hàng không nội địa trước đây do một số ít các hãng hàng không thống trị, nhưng trong thời gian gần đây đã chứng kiến một sự phát triển đột biến do phần lớn vào việc mở rộng dịch vụ của các hãng hàng không giá thấp. Tại Bangkok, Pattaya, và các thành phố lớn khác, dịch vụ xe ôm luôn có sẵn. Số lượng taxi ở Bangkok cũng rất nhiều. Kể từ lần đầu tiên mở cửa đường sắt vận chuyển tốc độ caovào năm 1999 tại Bangkok, khách di chuyển hàng ngày trên các tuyến đường vận chuyển khác nhau của Bangkok đã tăng lên hơn 800.000, với nhiều tuyến đường sắt bổ sung đang được đề xuất và xây dựng.
Xe ô tô tư nhân, với mức tăng trưởng nhanh chóng góp phần vào tình trạng tắc nghẽn giao thông nổi tiếng của Bangkok trong hai thập kỷ qua, được sử dụng ngày càng nhiều đặc biệt trong giới khách du lịch, người nước ngoài, tầng lớp thượng lưu, và tầng lớp trung lưu. Một mạng lưới đường ô tô trên khắp Thái Lan đã từng bước được thực hiện, với đường cao tốc hoàn thành vào Bangkok và hầu hết miền trung Thái Lan. Những khu vực có đường thủy thường xuyên có dịch vụ tàu thuyền và nhiều phương tiện giao thông sáng tạo khác cũng tồn tại như tuk-tuk, vanpool, songthaew, và thậm chí cả voi ở khu vực nông thôn.

## Đường sắt

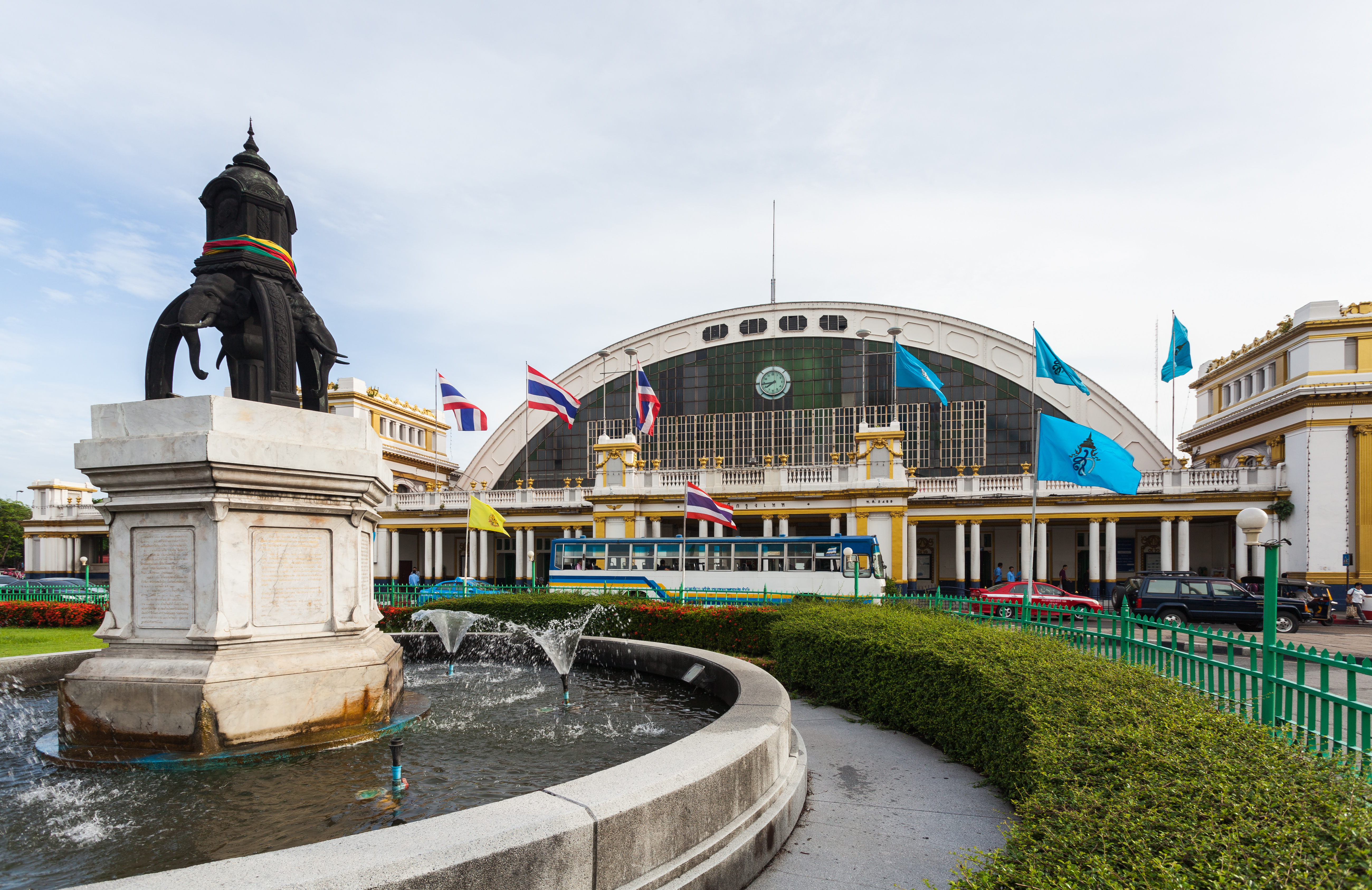
Ga đường sắt Hua Lamphong.

Đường sắt quốc gia Thái Lan (SRT) có 4.070 km tuyến đường sắt với ray kích cỡ 1 m (372,63 km đường đôi và 106,01 km đường 3).
SRT quản lý toàn bộ các tuyến đường sắt ở Thái Lan. Hua Lamphong hoặc Krungthep Station là trạm kết thúc chính của tất cả các tuyến đường và bắt đầu ở Bangkok; Phahonyothin và ICD Ladkrabang là ga vận chuyển hàng hóa chính.
SRT từ lâu đã được công chúng đánh giá là không hiệu quả và không chịu thay đổi. Xe lửa thường đến muộn, và hầu hết các thiết bị của nó là cũ ít khi được sửa. Là doanh nghiệp nhà nước làm ăn kém nhất, SRT luôn báo lỗ dù đã được ưu đãi với số lượng lớn tài sản và nhận được ngân sách lớn của chính phủ; công ty đã lỗ khởi điểm 7.58 tỷ baht trong năm 2010. Nỗ lực liên tục tái cơ cấu và tư nhân hóa của chính quyền suốt những năm 2000 đã luôn luôn bị công đoàn phản đối mạnh mẽ và đã không có một tiến bộ nào.

### Hệ thống tàu điện ngầm
Bangkok là thành phố duy nhất ở Thái Lan có hệ thống tàu điện ngầm:
- Bangkok Metro - MRT
- Bangkok Skytrain - BTS
- Suvarnabhumi Airport Link
- Pattaya Monorail (đề nghị)
- Hat Yai Monorail (đề nghị)

### Kết nối đường sắt đến các quốc gia lân cận
- Malaysia - cùng ray 1m
- Laos - ray 1m đi qua sông Mekong tại cầu Hữu nghị Thái-Lào
- Campuchia - không dùng (đang xây dựng lại)
- Myanmar - hỏng - (xem Đường sắt Miến Điện). Một dự án mở rộng sẽ xây dựng lại các tuyến đường.[4]
- Tuyến đường dự kiến sẽ nối Kanchanaburi tới cảng Dawei (2011)

## Đường bộ
- Tổng cộng: 180,053 km (2006)
- Lát nhựa: 98%

### Mạng lưới đường cao tốc Thái Lan
Các mạng lưới đường cao tốc nối các vùng của Thái Lan với nhau. Các đường cao tốc bốn làn xe thường có lối đi bộ bê tông trên cao mỗi 250 mét ở các khu vực đông dân cư. Có rất ít lối vào và ra khỏi đường cao tốc trên các tuyến đường cao tốc tám làn xe. Hầu hết các tuyến đường cao tốc được chia thành các đoạn với các điểm cho phép xe quay đầu, ngoại trừ trên những con đường lớn, chủ yếu sử dụng cách quay đầu dùng lối rẽ.
Một số đường cao tốc hai làn xe không phân chia tuyến  đã được chuyển đổi thành đường cao tốc bốn làn xe chia tuyến. Hầu hết đường cao tốc trong tình trạng tốt, giúp tăng cường an toàn và tốc độ. Một đường cao tốc Bangkok - Chon Buri (tuyến số 7) hiện tại liên kết đến sân bay mới và vùng bờ biển phía Tây của Thái Lan.

### Mạng đường mô tô cao tốc Thái Lan

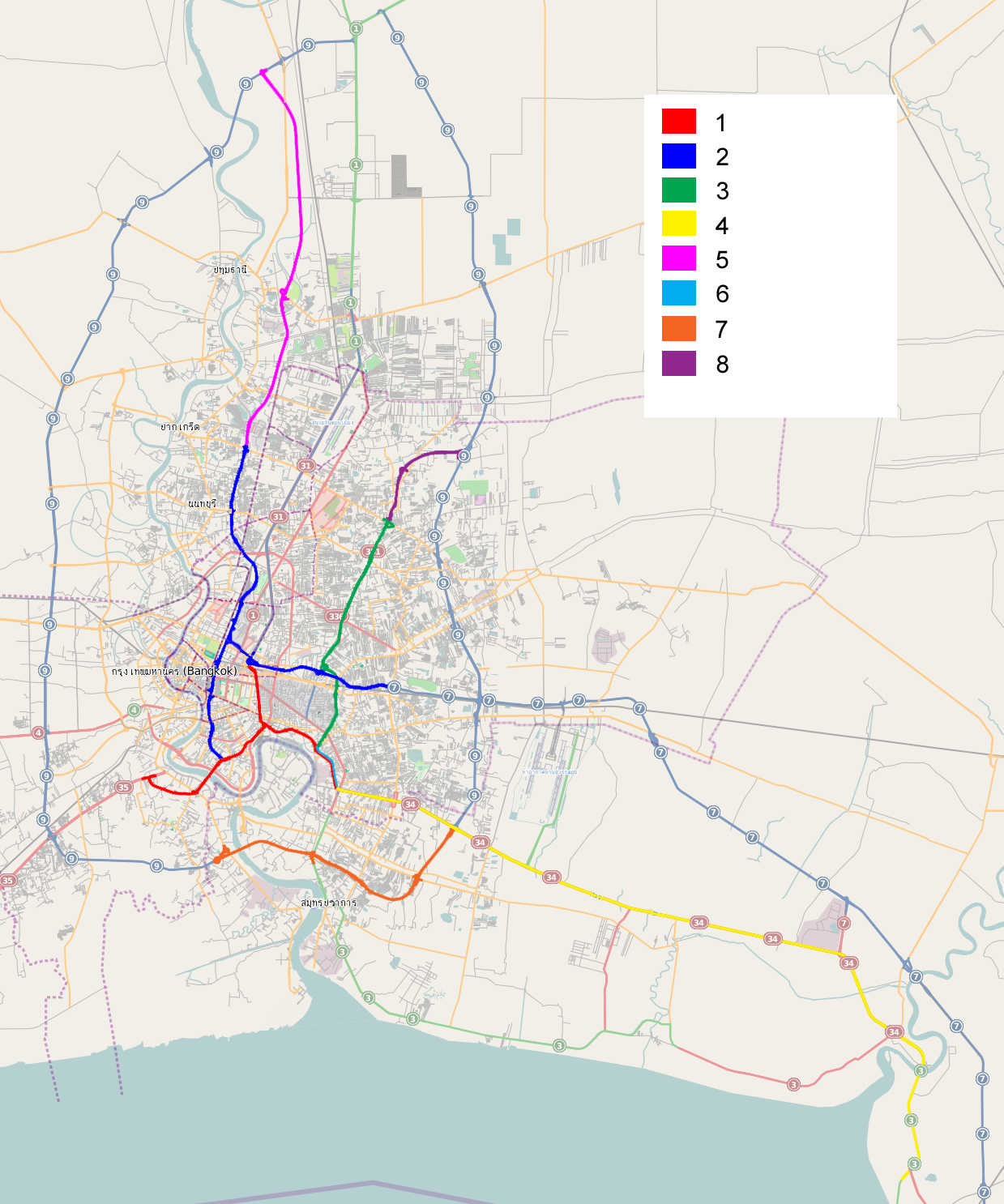
Một bản đồ tổng thể của hệ thống đường bộ cao tốc Bangkok.

Các mạng lưới đường mô tô ở Thái Lan khá ít ỏi. Cùng với mạng lưới đường cao tốc rộng lớn của Bangkok, các đường cao tốc dành riêng cho mô tô hỗ trợ tránh tắc đường thường xuyên ở Bangkok. Chính phủ Thái Lan đang có các siêu dự án với kế hoạch đầu tư vào cơ sở hạ tầng khác nhau, bao gồm việc mở rộng đường cao tốc cho mô tô tới khoảng 4.500 km.

### Mạng đường ô tô cao tốc Thái Lan
Thái Lan sử dụng thuật ngữ cao tốc cho cá đường thu phí hoặc mạng đường cao tốc. Hầu hết các tuyến đường cao tốc được cao hơn mặt đất. Các mạng lưới đường cao tốc hiện tại kết nối các bộ phận chính của Bangkok và các khu vực ngoại thành. Đường cao tốc được sử dụng để tránh ùn tắc giao thông nặng ở Bangkok và giảm thời gian lưu thông, nhưng đôi khi chính nó bị tắc nghẽn trong giờ cao điểm.

### Xe buýt
Xe buýt là một phương tiện giao thông chính cho người dân, vận chuyển hàng hóa, bưu kiện và nhỏ, và là phương tiện phổ biến nhất khi đi du lịch đường dài. Xe buýt chạy tour và VIP đường dài có xu hướng khá sang trọng, trong khi xe buýt trong thành phố và các hạng thấp đầy màu sắc trang trí và quảng cáo.

## Hàng không

### Tổng cộng: 30
Các sân bay quốc tế chính

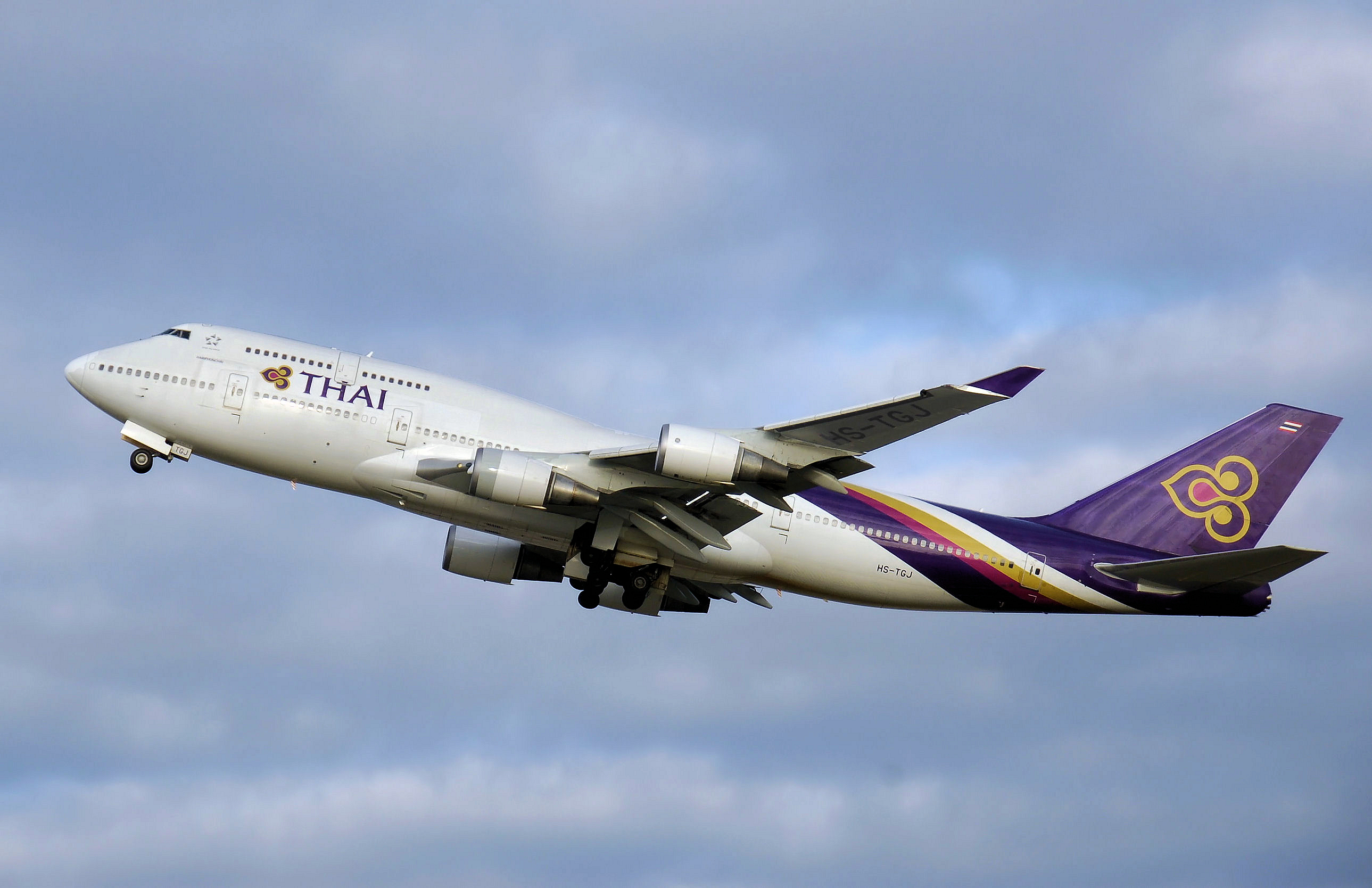
Một chiếc Boeing 747-400 của hãng hàng không quốc gia Thai Airways.

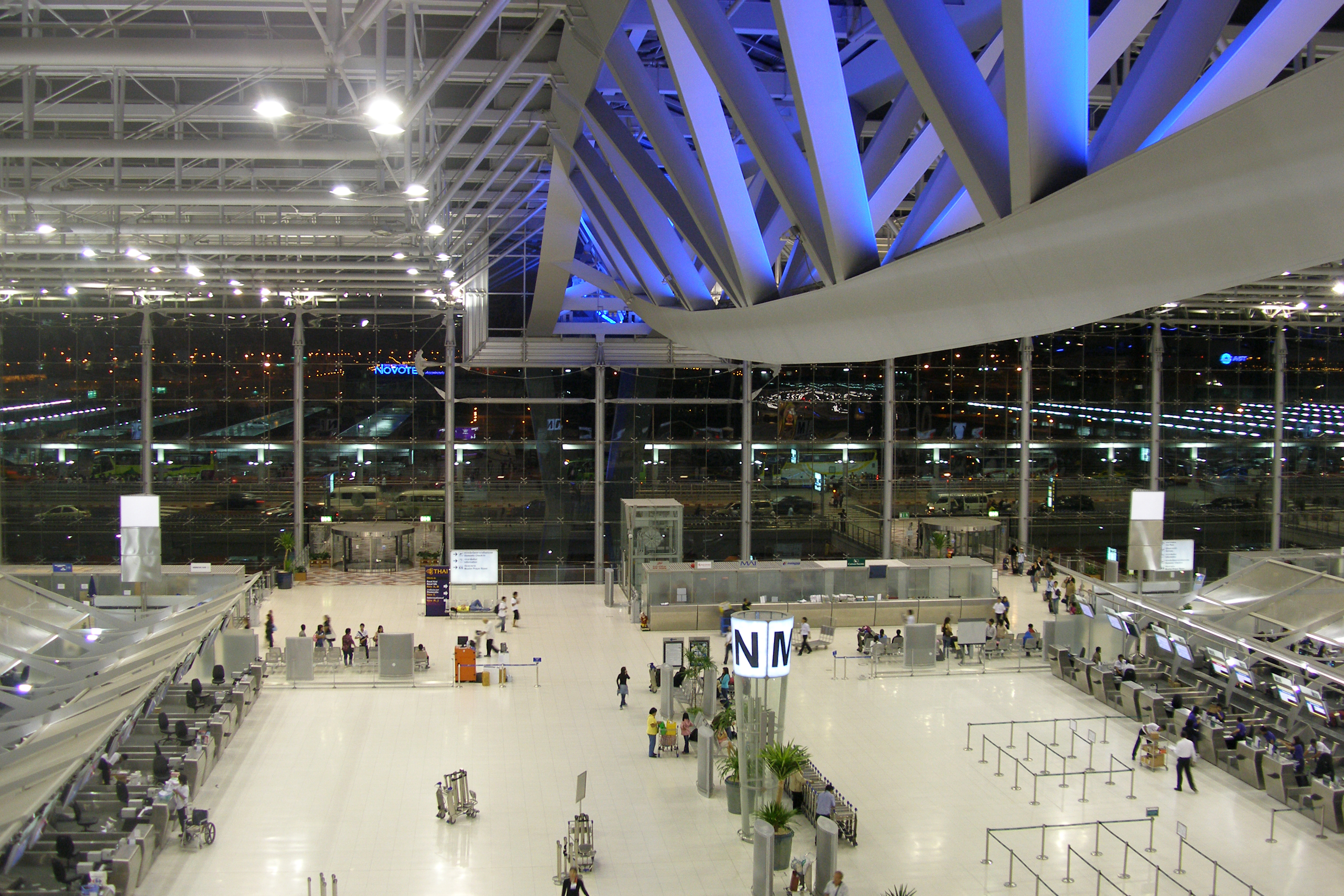
Sân bay Suvarnabhumi, Thái Lan

- Sân bay quốc tế Don Mueang (DMK) (sân bay Bangkok cũ)
- Sân bay quốc tế Suvarnabhumi (BKK) (sân bay Bangkok mới)
- Sân bay quốc tế Chiang Mai (CNX)
- Sân bay quốc tế Chiang Rai (CEI)
- Sân bay quốc tế Hat Yai (HDY)
- Sân bay quốc tế Phuket (HKT)
- Sân bay quốc tế Krabi (KBV)
- Sân bay quốc tế Samui(USM)
- Sân bay quốc tế Surat Thani (URT)
- Sân bay quốc tế Udon Thani (UTH)
- Sân bay quốc tế U-Tapao (UTP)

Với đường băng lát xi măng

- Tổng cộng: 63 (2012)
  - Trên 3,047 m: 8
  - 2,438 tới 3,047 m: 12
  - 1,524 tới 2,437 m: 23
  - 914 tới 1,523 m: 15
  - Dưới 914 m: 5

Với đường băng không lát

- Tổng cộng: 40 (2012)
  - 1,524 tới 2,437 m: 1
  - 914 tới 1,523 m: 12
  - Dưới 914 m: 27

Sân bay trực thăng

- Tổng cộng: 6 (2012)

### Các hãng hàng không Thái Lan
- Hãng hàng không quốc gia của Thái Lan là Thai Airways International.

## Đường thủy

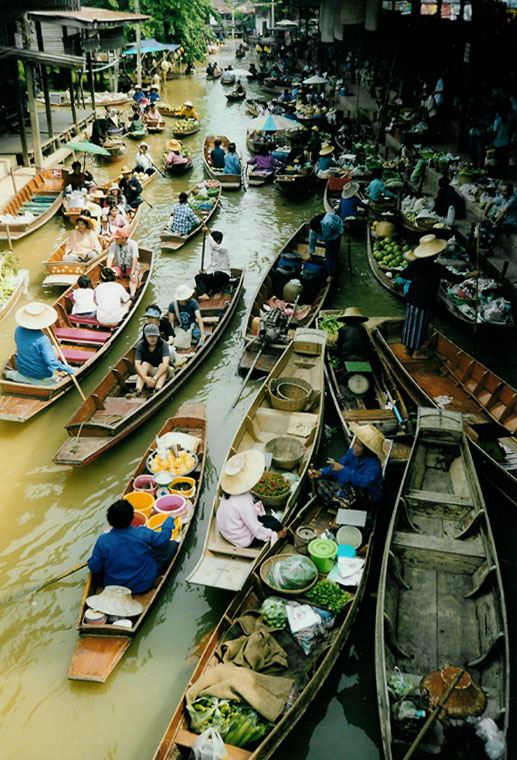
Chợ nổi Damnoen Saduak tại tỉnh Ratchaburi

- Các tuyến đường chính: 3,999 km (2011)
  - 3,701 km với độ sâu tối thiểu 0.9m suốt năm
  - Nhiều tuyến đường thủy nhỏ với thuyền thủ công bản địa, như thuyền đuôi dài.

### Đường sông và kênh rạch
Tại Bangkok, sông Chao Phraya là huyết mạch vận chuyển lớn, với phà, taxi đường thủy (Chao Phraya Express), và thuyền đuôi dài. Có các tuyến đường thủy địa phương, nửa cao tốc và các đường cao tốc cho khách bộ hành. Mặc dù sông rất nhiều sóng, nhưng quãng đường phải đi bằng đường thủy là ngắn hơn đáng kể so với xe buýt. Ngoài ra còn có dịch vụ tàu thủy Khlong Saen Saeb là phương tiện vận chuyển nhanh, rẻ tiền tại trung tâm Bangkok.

#### Phà
Dịch vụ phà giữa hàng trăm hòn đảo và đất liền đều có sẵn, cũng như đi dọc những con sông như Chao Phraya và Mae Khong (Mekong). Có một số phà quốc tế.

## Cảng
- Bangkok
- Laem Ngop
- Laem Chabang gần Si Racha
- Pattani
- Phuket (bãi biển Patong)
- Sattahip
- Songkhla
- Ranong
- Satun

## Tàu buôn
- Tổng cộng 363 tàu thủy (1,000 GRT hoặc hơn)
- 1,834,809 GRT/2,949,558 tấn deadweight (DWT)
  - Phân loại: bulk carrier 31, cargo ship 99, chemical tanker 28, container ship 18, liquified gas 36, passenger ship 1, passenger/cargo 10, petroleum tanker 114, refrigerated cargo ship 24, roll-on/roll-off 1, vehicle passenger 1 (2010)

## Ống dẫn
- Khí gas: 1,889 km
- Dầu mỏ: 85 km
- Sản phẩm tinh chế: 1,099  km (2010)